# 774
774 (DCCLXXIV) var ett normalår som började en lördag i den julianska kalendern.

## Händelser

### Okänt datum
- Karl den store gör konung Desiderius till fånge i Pavia och förenar den langobardiska kronan med den frankiska.
- Kung Offa av Mercia antar titeln Rex Anglorum ("Engelsmännens konung") och blir därmed den förste, som hävdar någon form av regentskap över England.
- Det buddhistiska templet Bulguksa i nuvarande Sydkorea återuppbyggs av Gim Daesong.

## Födda
- Heizei, kejsare av Japan.

## Avlidna
- Desiderius, langobardernas siste kung.
- K'awiil Yopaat, regerande mayadrottning.